# Pedro de Lucuce
Pedro de Lucuce y Ponce también escrito como Lucuze, (Avilés, 21 de noviembre de 1692-Barcelona, 20 de noviembre de 1779) fue un científico, militar y matemático asturiano.
Nació en Avilés, hijo del médico Tomás de Lucuze, lugar en el que pasó su infancia y juventud. Estudió Latinidad en la Villa de Avilés y Humanidades en la Universidad de Oviedo.
En 1710 abandona la carrera de Teología recién iniciada, prefiriendo la carrera de armas. Perteneció a varios regimientos estudiando por su cuenta matemáticas y el arte de la guerra, resultando que fue admitido en el Real Cuerpo de Ingenieros, con el grado de teniente e Ingeniero extraordinario el 1 de enero de 1730. Su primer destino fue en las costas de Granada.
En 1736 fue nombrado profesor ayudante del director de la Real academia militar de Barcelona hasta 1739, en que es nombrado director titular por el ministro de la Guerra José Patiño. Estuvo de director hasta el año de su muerte, 1779. Dentro del escalafón militar del Real Cuerpo de Ingenieros, en 1746 asciende a ingeniero jefe y en 1756 a ingeniero director.
En 1737 Lucuze redactaba un reglamento para las academias, estableciendo unos estudios de tres años, en cuatro cursos de nueve meses: los dos primeros dedicados a la instrucción militar en general y los dos últimos especializados para instrucción de los oficiales de ingenieros y artillería.
En 1756, desde su cargo de director general de Artillería e Ingenieros, es nombrado director de la Real Sociedad de Matemáticas (antecesora de la Real Academia de Ciencias Exactas, Físicas y Naturales), fundada por el Conde de Aranda, cargo que tuvo hasta 1758 cuando, dimitido el Conde de Aranda, la academia desapareció. En los dos años de funcionamiento, Lucuze llegó a reunir un total de 1278 volúmenes de obras científicas, muchas de las cuales pasaron a la Academia de Barcelona.
En 1770 fue nombrado Mariscal de campo y, a principios de 1779, poco antes de su muerte, ascendió a Teniente General.

## Obra
- Discurso o dictamen sobre la anchura de los caminos reales, Barcelona, 1763.
- Advertencia para la medida y el cálculo de los desmontes o excavaciones en terrenos irregulares, Barcelona, 1766.
- Principios de fortificación que contienen dos definiciones de las obras de plaza y campaña: con una idea de la conducta regularmente observada en el ataque y defensa de las fortalezas, Barcelona, 1772.
- Disertación sobre las medidas militares que contiene la razón de preferir el uso de las nacionales al de las forasteras, Barcelona, 1773.